# Pietro Nachini
Pietro Nachini (in croato Petar Nakić, noto anche con i cognomi di Nacchini, Nachich, Nachik, Nakik e Nanchini; Bulić, febbraio 1694 – Conegliano, 16 aprile 1769) è stato un organaro italiano della Repubblica di Venezia.

## Biografia
Venne alla luce a Bulić, un piccolo villaggio dell'entroterra dalmata tra Zara e Sebenico che allora era parte della Repubblica di Venezia e oggi della Croazia, da Juraj (Giorgio) e Doroteja (Dorotea). Non si conosce la precisa data di nascita, ma si conserva l'atto di battesimo datato 21 febbraio 1694. La famiglia si fregiava del titolo comitale, concesso ai suoi antenati dalla Repubblica di Venezia per meriti militari.
Indirizzato alla carriera ecclesiastica, il 4 novembre 1712 entrò nel convento francescano di San Lorenzo a Sebenico e pronunciò i voti il 1º aprile successivo, assumendo il nome di Pavao (Paolo). Durante gli anni del noviziato, trascorsi tra Sebenico e il monastero di Visovac, si cimentò nella filosofia, quindi fu mandato nel monastero veneziano di San Francesco della Vigna per studiare teologia. Nella città lagunare studiò anche organaria sotto Giovanni Battista Piaggia.
Grazie alla sua attività e maestria nella lavorazione, riuscì a diventare nella sua epoca il principale costruttore d'organi a Venezia, in Istria e in Dalmazia e nei territori circostanti. Nel 1729, per un breve periodo collaborò anche con altri organari veneziani, Pierantoni e Giacinto Pescetti, padre del compositore Giovanni Battista Pescetti.

## Attività
Nacchini costruì circa 500 organi. Tra i suoi allievi si ricordano Francesco Dacci, Gaetano Callido, generalmente considerato il suo erede nell'arte organaria, e Franz Xaver Chrismann, il quale unì le caratteristiche dell'organo italiano di Nachini con un nuovo e particolare tipo d'organo austriaco.

### Caratteristiche
Nacchini fu il fondatore della cosiddetta scuola organaria veneta del Settecento, la quale trovò successivamente in Callido il maggior esponente. Egli abbandonò nella pratica organaria l'empirismo usuale fino a quel momento e decise di applicare a tale arte le leggi della matematica, dell'acustica e della meccanica, scienze che aveva avuto modo di apprendere durante i suoi anni di studio giovanili. Apportò diverse innovazioni, come la semplificazione del sistema meccanico di trasmissione, e introdusse nei suoi strumenti il tiratutti a manovella, una manopola che serve a inserire contemporaneamente tutti i registri, sicuramente una delle sue più celebri invenzioni. Inoltre nella scuola del Nachini venne stilizzato l'organo barocco gaspariniano (ossia della scuola di Eugenio Gasparini), modello precedentemente in voga in terra veneta, e vennero contemporaneamente recuperati i canoni dell'organo rinascimentale classico.

## Elenco (parziale) degli organi realizzati da Pietro Nachini
| Opus N° | Collocazione                                                                                       | Anno di costruzione | Ricostruzioni e restauri | Note |  |
| ------- | -------------------------------------------------------------------------------------------------- | ------------------- | --- | --- |  |
| //      | Chiesa di Santa Maria Assunta, Farra d'Isonzo (GO)                                                 | 1720-4              | | di dubbia attribuzione, distrutto nel 1915 da un bombardamento austriaco                                       |  |
| //      | Chiesa del Carmine, Lugo di Romagna (RA)                                                           | 1722                | | Mischiati 1968, pp. 6, 20-21                                                                                   |  |
| //      | Parrocchiale, Cologna Veneta (VR)                                                                  | 1729                | | Inaugura in gennaio l'organo del Bonatti                                                                       |  |
| //      | Parrocchia di S. Giovanni in Bragora, Venezia                                                      | 1729                | | |  |
| //      | Chiesa di S. Antonio di Castello, Venezia                                                          | 1729                | | |  |
| //      | Parrocchiale di Lesina (Hvar) in Dalmazia                                                          | 1729                | | |  |
| //      | Trecino (?)                                                                                        | 1729                | | Località non identificata                                                                                      |  |
| //      | Santuario del B. Sante, Mombaroccio (PS)                                                           | 1731                | | |  |
| //      | Chiesa di S. Maria Gloriosa dei Frari, Venezia                                                     | 1732                | | Organo di sinistra                                                                                             |  |
| //      | Chiesa di S. Francesco della Vigna, Venezia                                                        | 1732                | | |  |
| //      | Basilica di S. Giustina, Padova                                                                    | 1735                | | Organo in cornu Evangelii                                                                                      |  |
| //      | Basilica di S. Giustina, Padova                                                                    | 1737                | | Organo in cornu Epistolae                                                                                      |  |
| //      | Chiesa di San Martino (Venezia)                                                                    | 1737                | ricostruito da Gaetano Callido, 1799; restaurato nel 1983-84 da Franz Zanin                                                         | strumento doppio, 2 tastiere da 59 tasti ciascuna, pedaliera con 20 pedali                                     |  |
| //      | Chiesa di San Giorgio (San Giorgio al Tagliamento di San Michele al Tagliamento) (VE)              | 1737 circa          | | |  |
| 48      | Chiesa conventuale di S. Antonio Abate, San Leo (RN), località Montemaggio                         | 1737                | | Ferrante 1994, p. 189; op. 45, 1738, secondo Lunelli                                                           |  |
| 45      | Chiesa dei SS. Apostoli, Venezia                                                                   | 1738                | | |  |
| 47      | Chiesa dei Francescani, Rastozza in Dalmazia                                                       | 1738                | | |  |
| //      | Duomo Abbaziale di S. Tecla, Este (PD)                                                             | 1739                | | |  |
| //      | Basilica del Santo, Padova                                                                         | 1740                | | |  |
| //      | Chiesa di S. Maria e S. Nicolò, Perzagno (Prčanj) in Montenegro                                    | 1740                | | |  |
| //      | Chiesa dei Francescani, Perzagno (Prčanj) in Montenegro                                            | 1740                | | |  |
| 56      | Chiesa Conventuale di San Francesco (Montecarotto) (AN), Diocesi di Jesi                           | 1740                | Restauro fratelli Ruffatti, 1996-7                                                                                                  | |  |
| 57      | Chiesa di S. Maria del Rosario, vulgo dei Gesuati, Venezia                                         | 1740                | | |  |
| 66      | Parrocchiale di S. Giacomo Maggiore, Marrara (FE)                                                  | 1741                | | |  |
| 80      | Chiesa di San Cassiano (Venezia)                                                                   | 1742                | restaurato nel 2002-04 | 2 tastiere da 64 tasti, pedaliera con 20 pedali                                                                |  |
| //      | Chiesa di San Rocco (Venezia)                                                                      | 1743                | restaurato nel 1959 | |  |
| 84      | Parrocchiale, Lusevera (UD)                                                                        | 1743                | | Non più esistente; trasferito dal Duomo di Cormons                                                             |  |
| //      | Chiesa di S. Francesco, Makarska (Croazia)                                                         | 1743                | | |  |
| 98      | Chiesa di San Servolo (Venezia)                                                                    | 1745                | restaurato nel 1989 | |  |
| 100     | Cattedrale di Santa Maria Maggiore (Udine)                                                         | 1745                | | organo in cornu Epistolae                                                                                      |  |
| //      | Parrocchiale di S. Marco, Caerano San Marco (TV)                                                   | 1745                | | |  |
| //      | Collegiata di S. Giorgio Martire, Pirano in Istria                                                 | 1745                | | |  |
| //      | Chiesa di San Giorgio (Pirano)                                                                     | 1746                | | ancora esistente e funzionante                                                                                 |  |
| //      | Chiesa di San Marco (Caerano di San Marco) (TV)                                                    | 1746                | restaurato nel 1979 da Franz Zanin                                                                                                  | |  |
| //      | Chiesa di San Lorenzo del Pasenatico                                                               | 1746?               | | |  |
| //      | Chiesa di Sant'Ignazio (Gorizia)                                                                   | 1747                | restaurato agli inizi del XIX secolo da De Corte                                                                                    | distrutto durante la Prima Guerra Mondiale                                                                     |  |
| //      | Cattedrale di S. Cristoforo, Urbania (PS)                                                          | 1747                | | |  |
| 133     | Chiesa di San Giovanni Elemosinario (Venezia)                                                      | 1749                | | |  |
| 137     | Concattedrale di San Marco (Pordenone)                                                             | 1749                | restaurato nel 2004 da Gustavo Zanin                                                                                                | |  |
| //      | Duomo di Aquileia (UD)                                                                             | 1749                | collocato nel 1811 da Francesco Comelli, ampliato nel 1840 da Giovan Battista De Lorenzi, restaurato nel 1977 da Alfredo Piccinelli | originariamente costruito nella Chiesa del Rosario, successivamente demolita                                   |  |
| 150     | Chiesa monastica di S. Lorenzo, Belforte del Chienti (MC)                                          | 1749                | | Proveniente da Osimo; Ferrante 1994, p. 189                                                                    |  |
| //      | Duomo di San Vito al Tagliamento (PN)                                                              | 1749                | | |  |
| //      | Santuario della Madonna, Cordovado (PN)                                                            | 1749                | | |  |
| //      | Basilica di S. Marco, Venezia                                                                      | 1749                | | Perizia sugli organi esistenti                                                                                 |  |
| //      | Ex chiesa conventuale di S. Francesco, Civitanova Marche Alta (MC)                                 | 1750 circa          | | Ferrante 1994, p. 190                                                                                          |  |
| //      | Chiesa di S. Giorgio Maggiore (abbazia Benedettina), Venezia                                       | 1750                | | |  |
| 158     | Chiesa di San Vitale, Muzzana del Turgnano (UD)                                                    | 1750                | restaurato nel 1971 | tastiera con 45 tasti, pedaliera con 17 pedali; originariamente collocato nella Chiesa di Santa Maria di Udine |  |
| 159     | Chiesa di Santa Croce (Treviso)                                                                    | 1750                | | Si tratta del più antico organo meccanico della città ed è tuttora perfettamente funzionante.                  |  |
| 160     | Chiesa dell'Ospedaletto (Venezia)                                                                  | 1751                | restaurato nel 1983 | tastiera con 45 tasti, pedaliera con 17 pedali                                                                 |  |
| //      | Parrocchiale di S. Stefano, Venezia                                                                | 1752                | | |  |
| 174     | Chiesa di Madrisio di Fagagna (UD)                                                                 | 1752                | | prodotto in collaborazione con Francesco Dacci                                                                 |  |
| //      | Chiesa della Pieve, Neresine (Nerezine) in Dalmazia                                                | 1752                | | in collaborazione con Francesco Dacci                                                                          |  |
| //      | Ex chiesa conventuale di S. Francesco, Montelupone (MC)                                            | 1753                | | Ferrante 1994, pp. 189–190                                                                                     |  |
| //      | Chiesa di S. Girolamo, Zidinama in Dalmazia                                                        | 1753                | | |  |
| 249     | Chiesa di S. Maria delle Benedettine, Zara (Zadar) in Dalmazia                                     |                     | | |  |
| //      | Chiesa di San Nicola da Tolentino (Venezia)                                                        | 1754                | | |  |
| 277     | Basilica di San Pietro di Castello (Venezia)                                                       | 1754                | restaurato nel 1970-82 | |  |
| //      | Chiesa di S. Simeone, Zara (Zadar) in Dalmazia                                                     | 1756                | | |  |
| //      | Parrocchiale, Monfalcone (GO)                                                                      | 1756                | | |  |
| 305     | Chiesa di S. Filippo Neri, Spalato (Split) in Dalmazia                                             | 1756                | | |  |
| 326     | Chiesa di S. Maria Maddalena, Senigallia (AN)                                                      | 1757                | | |  |
| 328     | Chiesa di Santissima Maria della Misericordia (Sant'Elpidio a Mare) (AP)                           | 1757                | | |  |
| //      | Chiesa di San Giovanni Battista (Latisana) (UD)                                                    | 1758                | | |  |
| //      | Chiesa Parrocchiale dei SS. Cosma e Damiano, Lunano (PU), proveniente da S. Francesco di Fano (PU) | 1765 circa          | restaurato nel 1997 | Organo di 12' - attualmente perfettamente funzionante                                                          |  |
| //      | Chiesa di Santa Maria della Pietà (Venezia)                                                        | 1759                | | prodotto in collaborazione con Francesco Dacci                                                                 |  |
| //      | Basilica Eufrasiana (Parenzo)                                                                      | 1759                | | prodotto in collaborazione con Francesco Dacci                                                                 |  |
| //      | Chiesa di Pozzo di Codroipo (UD)                                                                   | 1759                | restaurato nel 1989 da Gustavo Zanin                                                                                                | proveniente da S. Spirito di Udine                                                                             |  |
| //      | Duomo, Recanati (MC)                                                                               | 1760                | | |  |
| //      | Chiesa di San Martino (Tolmezzo) (UD)                                                              | 1762                | | |  |
| //      | Chiesa Abbaziale di San Gallo (Moggio Udinese) (UD)                                                | ?                   | | |  |
| //      | Parrocchiale di S. Nicolò, Perarolo di Cadore (BL)                                                 | 1765-68 circa       | | in collaborazione con Francesco Dacci                                                                          |  |
| //      | Parrocchiale di S. Bartolomeo Apostolo, Grizzo (PN)                                                | metà '700           | | |  |

Chiesa di Santa Croce a Treviso, anno 1750, organo meccanico, il più antico a Treviso, di Pietro Nacchini.